# Rufoclanis erlangeri
Rufoclanis erlangeri är en fjärilsart som beskrevs av Rothschild och Jordan 1903. Rufoclanis erlangeri ingår i släktet Rufoclanis och familjen svärmare. Inga underarter finns listade.